# SpaceX CRS-31
SpaceX CRS-31 byla zásobovací mise kosmické lodi Dragon 2 společnosti SpaceX k Mezinárodní vesmírné stanici (ISS), jedenáctá v rámci programu Commercial Ressuply Services 2. Start Dragonu s necelými 3 tunami zásob a provozního a vědeckého materiálu i připojení ke stanici se uskutečnily 5. listopadu 2024. Loď se od stanice odpojila 16. prosince 2024 a o den později přistála u břehů Floridy.

## Kosmická loď Cargo Dragon

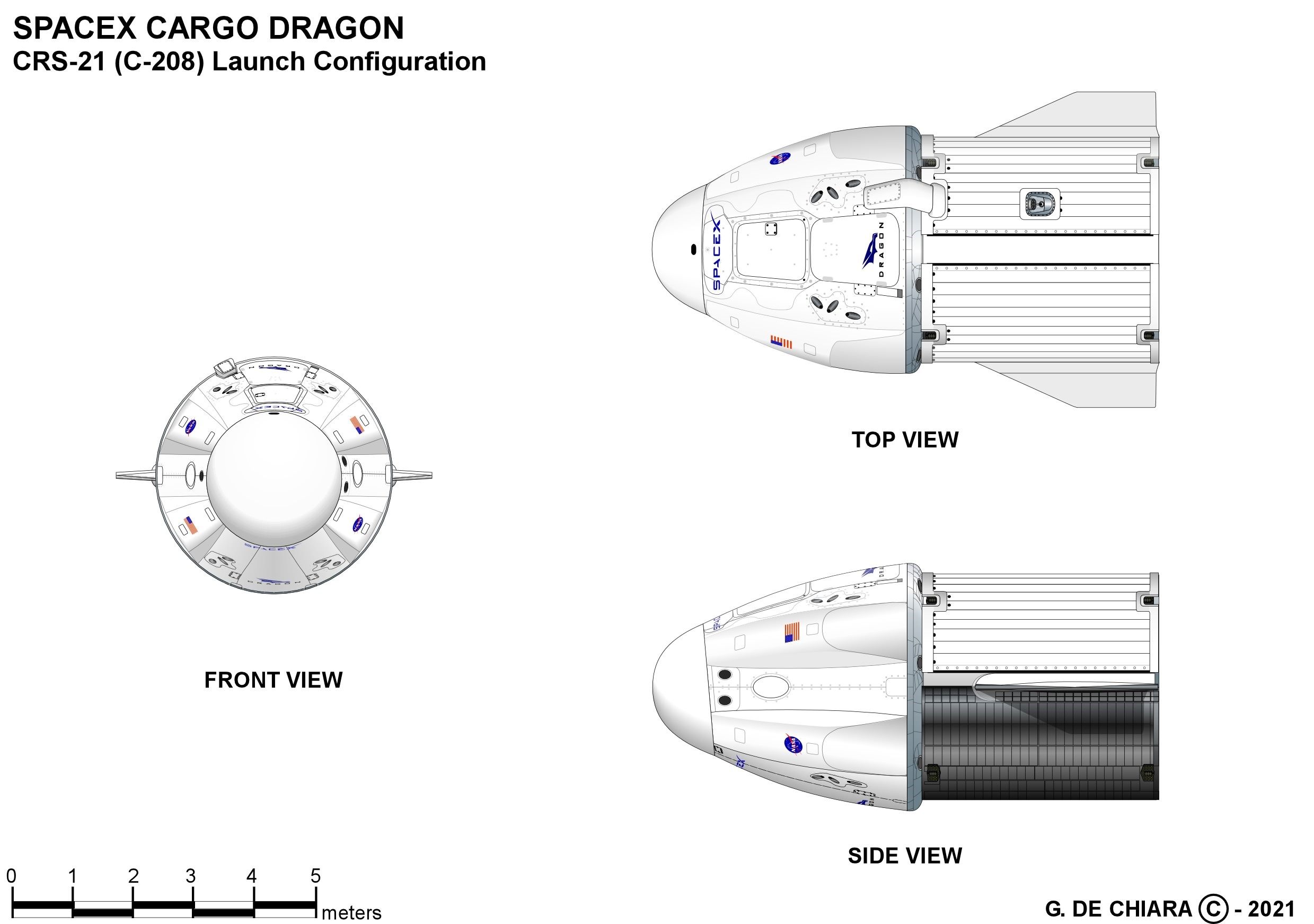
Cargo Dragon ve startovní konfiguraci.

Cargo Dragon je nákladní kosmická loď navržená společností SpaceX, v současnosti jediný prostředek schopný dopravit náklad nejen ze Země na nízkou oběžnou dráhu, ale také nazpět. 
Tvoří ji znovupoužitelná kabina kónického tvaru a nástavec v podobě dutého válce (tzv. trunk). V kabině je pro náklad určen hermetizovaný prostor 9,3 m3 a v nástavci nehermetizovaných 12,1 m3 pro náklad, který nemusí být přepravován v kabině, zejména proto, že bude umístěn na vnějším povrchu ISS. Sestava kabiny a nástavce ve startovní pozici měří na výšku 8,1 metru a v průměru má 4 metry.
Celková nosnost lodi při startu je 6 000 kg na oběžnou dráhu a až 3 307 kg na ISS, z toho až 800 kg v nástavci. Zpět na Zemi může loď dopravit až 3 000 kg nákladu a v nástavci, který před přistáním odhodí, až 800 kg odpadu z ISS.
SpaceX uvádí životnost lodi 75 dní, NASA však využívá zhruba polovinu této doby a nákladní Dragony se na Zemi vracejí po 5 až 6 týdnech.

## Průběh letu
Podle rozpočtových požadavků NASA na finanční rok 2024 zveřejněných v březnu 2023 byla mise naplánována na červen 2024, v dalším rozpočtovém dokumentu o rok později se však už počítalo se startem v září 2024. Další posun přinesly změny v programu letů k ISS vyvolané potížemi kosmické lodi Starliner připojené ke stanici při misi Boeing Crew Flight Test – NASA nejprve počátkem srpna 2024 oznámila zahájení mise CRS-31 v polovině října 2024, ale počátkem října novináře otevřela akreditace na start nejdříve 30. října 2024. O tři týdny později pak oznámila odklad na „nejdříve 4. listopadu 2024”. Média pak informovala, že plánovaný čas startu je 21:29 EST (lokální čas na kosmodromu, což je 5. listopadu v 02:29 UTC a 03:29 SEČ).
Booster B1083 se při svém pátém startu bez potíží zvednul z rampy v 02:29:31 UTC. Šlo o celkem 400. start rakety z rodiny Falcon, včetně 2 neúspěšných pokusů, při nichž selhal 2. stupeň. Kabina C208 – také při svém pátém letu – se po 9 minutách, o 145 sekund dříve než při předchozích misích, uvolnila z 2. stupně rakety a vydala se sérií zážehů svých motorů k ISS. Po své nové trajektorii se dostala ke stanici ještě v týž den a ve 14:52:08 UTC se k ní  prostřednictvím předního portu modulu Harmony připojila. To znamenalo s významným odstupem nejkratší cestu Cargo Dragonu k ISS, která u předchozích letů trvala obvykle 30, v některých případech až bezmála 40 hodin.
Podle plánu kosmická loď 8. listopadu 2024 uskutečnila úpravu dráhy stanice, když se 4 její motory Draco v zadní části lodi v 17:50 UTC zapálily na 12 a půl minuty a impulsem 0,3 m/s zvýšily dráhu ISS o 1,126 km (0,7 míle) v pergieu a o 112 metrů (0,07 míle) v apogeu. Celá stanice se kvůli tomu musela na dobu manévru otočit o 180 stupňů kolem svislé osy, aby se Dragon připojený na přídi dostal na záď. Šlo o vůbec první korekci dráhy stanice provedenou Dragonem a SpaceX tak pro budoucnost otestovala možnosti využití svých kosmických lodí pro plánované i mimořádné úpravy dráhy, které do té doby pravidelně prováděly kosmické lodi Progress a v poslední době také kosmické lodi Cygnus). Opakované úpravy dráhy jsou nutné kvůli postupnému, ale trvalému poklesu letové hladiny stanice vlivem tření o velmi řídké zbytky atmosféry, příležitostně je však vyvolává také potřeba úhybného manévru kvůli hrozící srážce s jiným tělesem nebo s kosmickým smetím. V případě testu z 8. listopadu však šlo také o to, aby SpaceX získala informace a zkušenosti pro jednoúčelovou loď ISS Deorbit Vehicle, která v budoucnu, na konci životnosti ISS, zajistí nasměrování stanice k řízenému zániku v atmosféře. Zakázku na její vývoj a výrobu získala SpaceX od NASA v červenci 2024.
Kabina C208 naplněná výsledky vědeckého programu se od ISS měla odpojit 5. prosince 2024 v 16:05 UTC, aby den poté přistála, ale NASA čtyřikrát – a vždy jen necelý den před stanoveným termínem – odlet odložila kvůli počasí v místě přistání při pobřeží Floridy. Nejprve rovnou o celý týden na 12. prosince 2024, pak o 2 dny na 14. prosince, o jediný den na 15. prosince 2024 a nakonec ještě jednou o den na 16. prosince. Kosmická loď se od stanice odpojila v plánovaném čase 16:05 UTC a 17. prosince kolem 18:39:30 UTC dosedla na padácích na hladinu Mexického zálivu poblíž západního pobřeží Floridy u města Panama City.

## Užitečné zatížení

### Při příletu
Dragon 2 dovezl na ISS 2 762 kg nákladu, z toho 327 kg v nehermetizovaném nákladovém prostoru (trunku) určené k instalaci na vnější povrch stanice. Náklad tvořily:
- zásoby pro posádku, zejména potraviny a osobní věci (961 kg),
- vybavení pro výstupy do volného prostoru (171 kg),
- hardware pro údržbu a rozvoj stanice (238 kg),
- počítačové vybavení (20 kg),
- materiály a technika pro vědecký program NASA a jejích partnerů (včetně cubesatů určených k vypuštění na oběžnou dráhu) (917 kg).

Dovezený hardware tvoří různé součásti jednotlivých systémů stanice, včetně systémů monitoringu a udržování kvality ovzduší a vody na palubě a v boxech pro pěstování rostlin, ochrany před mikroorganismy, a ergometrických systémů pro podporu kondice členů posádky.
Z řady výzkumů a demonstrací, které CRS-31 doveze na stanici, NASA označila za nejdůležitější:
- Techniky hašení požáru – Výzkum se zaměřuje na vývoj účinnějších metod hašení ohně ve vesmíru, kde mikrogravitace zásadně mění chování plamenů a dýmu. Cílem je zajistit bezpečnost astronautů při požáru na stanici.
- Odolnost bakterií vůči antibiotikům – Tento výzkum pomůže lépe chránit astronauty před infekcemi, protože studuje změny v chování bakterií. k nimž dochází v mikrogravitaci, včetně jejich zvýšené odolnosti vůči antibiotikům.
- Záněty a srážení krve – Studie sleduje, jak mikrogravitace ovlivňuje imunitní reakce člověka a srážlivost jeho krve. Výsledky mohou vést ke zlepšení zdraví astronautů při dlouhých misích.
- Pěstování vesmírného jídla – Demonstrace se zaměřuje na pěstování červeného římského salátu v mikrogravitaci kvůli ověření, jestli je možné astronautům dlouhodobě zajišťovat čerstvé potraviny přímo na palubě.
- Testování mechu a radiace – Výzkum zkoumá odolnost mechu vůči radiaci a nízké gravitaci, což může poskytnout poznatky pro přežití rostlin na Marsu či Měsíci.
- Kvantová komunikace ve vesmíru – Experiment se zabývá možností využití kvantové komunikace, která by umožnila bezpečné a rychlé přenosy dat na velké vzdálenosti.

### Při návratu
Loď při návratu na Zemi může odvézt různý materiál o hmotnosti až 1 950 kg. Obvykle ho tvoří zejména výsledky vědeckých experimentů provedených na palubě stanice, nebo součásti vybavení stanice určené k výměně nebo opravám před znovupoužitím na stanici. 